# یویی نارومیا
یویی نارومیا (انگلیسی: Yui Narumiya؛ زادهٔ ۲۲ فوریهٔ ۱۹۹۵) بازیکن فوتبال اهل ژاپن است.